# Miko Tripalo
Miko Tripalo (16. listopadu 1926 Sinj — 11. prosince 1995, Záhřeb) byl chorvatský a jugoslávský politik, jeden z představitelé Chorvatského jara.

## Biografie
Právník a účastník druhé světové války byl od roku 1969 členem nejvyšší rady Předsednictva Svazu komunistů Jugoslávie. Spolu se Savkou Dabčević-Kučar byl jedním z předních osobností, která vedla celý proces Chorvatského jara, který velmi razantně otřásl jednotou Jugoslávie. Během sjezdu SKJ v Karađorđevu 30. listopadu a 1. prosince 1971 byl z vedoucích funkcí odstraněn (stejně jako všichni přívrženci Maspoku ve Svazu komunistů Chorvatska. 
Musel se proto stáhnout z politického života. V roce 1990 se stal jedním z představitelům Koalice lidové dohody a jeden ze zakladatelů Chorvatské lidové strany. V roce 1993 se stal poslancem Saboru. Byl jedním ze zakladatelů Chorvatského helsinského výboru pro lidská práva.